# Guatteria columbiana
Guatteria columbiana este o specie de plante angiosperme din genul Guatteria, familia Annonaceae, descrisă de Robert Elias Fries. Conform Catalogue of Life specia Guatteria columbiana nu are subspecii cunoscute.